# Scytodes zamena
Scytodes zamena là một loài nhện trong họ Scytodidae.
Loài này thuộc chi Scytodes. Scytodes zamena được Jia-Fu Wang miêu tả năm 1994.